# Lačna Gora
Lačna Gora – wieś w Słowenii, w gminie Oplotnica. W 2018 roku liczyła 177 mieszkańców.